# Asplenie
Asplenie oder Milzlosigkeit bezeichnet in der Medizin die Funktionsunfähigkeit der Milz. Dabei kann das Organ fehlen (anatomische Asplenie), entweder angeboren (kongenitale Asplenie) oder nach operativer Entfernung (Splenektomie – chirurgische Asplenie), oder es fällt aus, was als funktionelle Asplenie bezeichnet wird. Die Hyposplenie bezeichnet eine verminderte, aber noch vorhandene Funktion der Milz.

## Ursache
Eine angeborene Fehlanlage ist sehr selten und kann in Kombination mit anderen Mittelliniendefekten wie angeborenen Herzfehlern vorkommen. Eine solche Kombination heißt nach ihrem Erstbeschreiber Ivemark-Symptomenkomplex und zählt zu den sogenannten Heterotaxien.
Die funktionelle Asplenie kann im Rahmen von Sichelzellenanämie, bei systemischen Autoimmunerkrankungen, bei Amyloidose oder nach der Transplantationen von Stammzellen (allergische Reaktion) entstehen. In diesem Fall ist die Milz zwar vorhanden, aber nicht mehr funktionsfähig.
Als Autosplenektomie wird eine Asplenie infolge von i. d. R. multiplen Milzinfarkten, Blutungen, Fibrosierung oder Involution bezeichnet, sie entspricht einer anatomischen Asplenie.
Eine Splenektomie kann in Folge eines Traumas (z. B. einer Milzruptur) oder aufgrund einer hämatologischen oder onkologischen Indikation erfolgen, in erster Linie bei Kugelzellenanämie, Idiopathischer thrombozytopenischer Purpura, Hypersplenismus oder Sichelzellanämie.
Bei der Sichelzellanämie kommt es etwa nach dem ersten Lebensjahr zu einer funktionellen Asplenie und mit 6–8 Jahren entwickelt sich unbehandelt eine anatomische Asplenie aufgrund der Milzinfarkte.
Durch eine chronische Graft-versus-Host-Reaktion nach Stammzelltransplantation und durch eine unbehandelte HIV-Infektion wird bei etwa 50 % aller betroffenen Patienten eine Hyposplenie verursacht.

## Diagnose
Die Asplenie kann durch ein Blutbild diagnostiziert werden. Dabei werden die Howell-Jolly-Körperchen, die sonst durch die Milz abgebaut werden, nachgewiesen. Die funktionelle Asplenie zeigt im Blutbild nicht so schwere Veränderungen wie die anatomische Asplenie.
Das anatomische Fehlen der Milz kann auch durch bildgebende Verfahren wie die Sonografie, die Computer- oder Magnetresonanztomografie festgestellt werden.

## Gefahren
Aufgrund einer Asplenie steigt für den Patienten die Gefahr von Infektionen. Insbesondere kapseltragende Bakterien wie Pneumokokken können bei Asplenie eine schwer verlaufende Sepsis (overwhelming post-splenectomy-Infection, OPSI) verursachen.  Ebenso steigt bei Asplenie das Risiko für Pilzinfektionen.
Die Mortalität für hämatogene Infektionen nach Splenektomie beläuft sich auf bis zu 46 %, unabhängig vom Alter der Patienten, der Zeitdauer seit der Splenektomie und der ursprünglichen Indikation. Ausgehend von amerikanischen Daten aus den 1980er Jahren beträgt das Risiko einer tödlich verlaufenden Postsplenektomie-Sepsis etwa 0,29 pro 100 Patientenjahre bei Kindern und 0,10–0,13 bei Erwachsenen. In Langzeitbeobachtungen der 1980er Jahre betrug das Risiko einer Postsplenektomiesepsis nach im Median 6,9 Jahren 3,2 % mit einer Letalität bis zwei Drittel der Patienten. Auch das Risiko für Hirnhautentzündungen und Lungenentzündungen war bei splenektomierten Patienten deutlich erhöht.
Das erhöhte Risiko einer hämatogenen Infektion erklärt sich bei einer Asplenie durch die verminderte Clearance (Reinigung) der Bakterien aus dem Blut und durch eine verminderte humorale Immunantwort. Die Milz ist das effektivste Organ für die Entfernung von Bakterien, die bereits mit Immunglobulin G besetzt (markiert) wurden und sehr wichtig für die Entfernung von virulenten eingekapselten Bakterien, die nicht "markiert" (opsoniert) wurden. Für die Reinigung in der Leber ist eine deutlich stärkere Opsonisierung notwendig. Bei Asplenie-Patienten finden sich auch deutlich weniger gegen Polysaccharide gerichtete IgM-Antikörper im Serum und weniger B-Gedächtniszellen, die Immunglobulin M produzieren. Da die Bildung von Polysaccharid-IgM-Antikörpern gestört ist, ist auch die Wirkung einer Impfung verlangsamt und reduziert.
Eine Postsplenektomie-Sepsis wird sowohl nach Splenektomie als auch bei Kindern mit Sichelzellanämie am  häufigsten durch Pneumokokken ausgelöst. Haemophilus influenzae war bei Kindern unter 5 Jahren Hauptverursacher, ist aber seit der globalen Einführung der HIB-Impfung nur noch selten ursächlich. Auch Meningokokken, Escherichia coli und Staphylococcus aureus sind für einen kleinen Anteil der Sepsisfälle verantwortlich. Asplenie ist darüber hinaus ein wichtiger Risikofaktor für Infektionen mit Capnocytophaga canimorsus und Capnocytophaga cynodegmi besonders nach Tierbissen, für eine Babesiose nach Zeckenstich und eine Infektion durch Bordetella holmesii.

## Vorbeugung
Asplenie-Patienten müssen geschult werden, dass jedes Fieberereignis und auch jede schwere Krankheitssymptomatik ohne Fieber ein Hinweis auf eine lebensbedrohliche Infektion sein kann. Bei Fieber sollte eine sofortige empirische antibiotische Behandlung erfolgen, etwa mit Ceftriaxon intravenös oder intramuskulär mit oder ohne Vancomycin. Möglicherweise sollten Patienten bereits ein Antibiotikum vorab verschrieben bekommen, das sie selbständig direkt einnehmen können, wie z. B. Amoxicillin 2 g oder Levofloxacin 750 mg.
Bei Kindern mit Asplenie, die noch keine fünf Jahre sind, wird eine dauerhafte prophylaktische Antibiose etwa mit einem oralen Penicillin zweimal täglich empfohlen und sollte auch bei älteren Kindern und Erwachsenen in den ersten zwei Jahren nach Splenektomie durchgeführt werden. In einer Placebo-kontrollierten klinischen Studie bei Kindern im Alter von 3–36 Monaten mit Sichelzellanämie sank die Inzidenz einer Pneumokokken-Sepsis um 84 % unter oralem Penicillin V (125 mg zweimal täglich). Jedoch beziehen sich alle Studien zur Nützlichkeit einer prophylaktischen Antibiose auf die Zeit vor Einführung der Pneumokokken-Vakzine, womit der Bedarf und Nutzen einer prophylaktischen antibiotischen Therapie heute unklar sind.
Eine lebenslange antibiotische Prophylaxe wird auch nach einmalig durchgestandener Postsplenektomie-Sepsis empfohlen.
Darüber hinaus sind Impfungen erforderlich, durch die das Risiko einer Postsplenektomie-Sepsis erheblich reduziert werden können (weshalb die Zahlen aus den 1980er Jahren zur Gefährlichkeit einer Postsplenektomie-Sepsis seit Einführung der Impfungen nicht mehr gültig sind). Bei einer elektiven Splenektomie sollten die Impfungen bereits alle vor der geplanten Operation beginnen. Dringend angeraten sind Impfungen gegen Pneumokokken, Hämophilus Influenza Typ B, Meningokokken und auch jährliche Grippeimpfungen.